# Ditropichthys storeri
El pez-ballena ciego es la especie Ditropichthys storeri, la única del género monoespecífico Ditropichthys, un pez marino de la familia cetomímidos, distribuido ampliamento por el océano Atlántico, el océano Índico y el océano Pacífico, entre los 41° de latitud norte y los 43° sur.
Su nombre viene del griego di (dos), tropos (recodo) e ichthys (pez), por el característico dibujo de su línea lateral con dos curvas.

## Anatomía
El cuerpo similar al de otros peces-ballena de la familia y con la línea lateral con dos curvas como ya se ha mencionado, tiene una tamaño máximo descrito de 12,8 cm, teniendo la particularidad de que no tiene ojos funcionales y es ciego.

## Hábitat y biología
Es una especie marina batipelágica de aguas profundas, normalmente entre 1.000 y 2.000 metros de profundidad. Los juveniles (menos de 3,5 cm) fueron capturados en el rango de menor profundidad (650-877 m), mientras que los grandes individuos adultos parecen habitar más profundo.